# Swolnpes morganensis
Espèce
Swolnpes morganensis est une espèce d'araignées mygalomorphes de la famille des Anamidae.

## Distribution
Cette espèce est endémique du Goldfields-Esperance en Australie-Occidentale,. Elle se rencontre dans les monts Morgan.

## Description
Le mâle holotype mesure 7,2 mm.

## Étymologie
Son nom d'espèce, composé de morgan et du suffixe latin -ensis, « qui vit dans, qui habite », lui a été donné en référence au lieu de sa découverte, les monts Morgan.

## Publication originale
- Main & Framenau, 2009 : A new genus of mygalomorph spider from the Great Victoria Desert and neighbouring arid country in south-eastern Western Australia (Araneae: Nemesiidae). Records of the Western Australian Museum, vol. 25, p. 277–285 (texte intégral).